# Пазителите
 Тази статия е за комикса.  За филмовата му адаптация вижте Пазителите (филм).  
„Пазителите“ (на английски: Watchmen) е лимитирана поредица от дванайсет графични романа, създадени от сценариста Алан Мур, художника Дейв Гибънс и оцветителя Джон Хигинс. Поредицата е публикувана от ДиСи Комикс между 1986 и 1987 г., а впоследствие е преиздадена и в събран вариант. „Пазителите“ произлиза от предложение за история, което Мур представил на ДиСи, и което включвало супергерои, придобити от компанията чрез Charlton Comics. Тъй като предложената от Мур история би направила голяма част от героите неизползваеми за бъдещи истории, завеждащият редактор Дик Джордано убедил Мур в замяна на това да създаде свои оригинални персонажи.
Мур използвал историята като посредник, чрез който да отрази съвременните тревоги и чрез който да критикува концепцията на супергероите. „Пазителите“ заема място в алтернативна версия на Съединените щати, в която супергероите изплуват през периода 1940-1960 г., помагайки на Щатите да спечелят войната срещу Виетнам. Страната се приближава все по-близо до ядрена война със Съветския съюз, независимите костюмирани маски излизат извън закона, а повечето костюмирани супергерои се оттеглят или започват работа за правителството. Историята се фокусира върху личностната еволюция и борба на протагонистите, като разследване относно убийството на подпомаган от правитеството супергерой, което ги откъсва от оттеглянето и в края на краищата ги сблъсква със заговор, предотвратяващ ядрената война чрез убийството на милиони хора.
От креативна гледна точка, фокусът на „Пазителите“ е съсредоточен около неговата структура. Гибънс използва деветпанелен дизайн за решетките в поредицата и добавя повтарящи се символи като изцапаното с кръв усмихнато човече. Всички томове включват като допълнение измислени документи, прибавящи заден фон на историята и повествование преплитащо се с друга история, измислен пиратски комикс под името „Приказки за Черния кораб“, който един от героите чете. „Пазителите“ е посрещнат с одобрение от критиците от комиксовия и общия печат и е считан от тях за творчески опит по отношение на средностатистическите комикси от това време. След няколко несполучливи опита поредицата да се адаптира в пълнометражен филм, лентата режисирана от Зак Снайдер „Пазителите“ излезе през март 2009 г.